# 高町 (浜松市)
高町（たかまち）は静岡県浜松市中央区の町名。丁番を持たない単独町名である。住居表示未実施。

## 地理
東で松城町、西で広沢三丁目、南で三組町、中山町及び利町、北で鹿谷町と接する。

### 学区
- 浜松市立広沢小学校
- 浜松市立蜆塚中学校

## 歴史

### 町名の由来
現在の紺屋町交差点から高町交差点までの間にある国道257号上の曳馬坂（紺屋町坂ともいう）を上った高台に位置することから命名された。

### 沿革
- 1882年（明治15年） - 高町から浜松高町に町名変更を行う。
- 1889年（明治22年）4月1日 - 町村制の施行により、敷知郡浜松高町が周辺の町村と合併して敷知郡浜松町となる[WEB 7]。旧町名は浜松町の大字として残る[書籍 2]。
- 1896年（明治29年）4月1日 - 郡制の施行により、浜松町の所属郡が浜名郡に変更となる。
- 1911年（明治44年）7月1日 – 浜松町が市制施行して浜松市となる。
- 1925年（大正14年）5月1日 -  地籍整理により、大字高から高町に町名変更を実施。また、大字松城・大字元城・大字三組の各一部を編入。さらに、一部を紺屋町へ編入[書籍 3]。
- 2007年（平成19年）4月1日 - 浜松市が政令指定都市となる。高町は中区の一部となる。
- 2024年（令和6年）1月1日 - 浜松市の行政区再編により、高町は中央区の一部となる。

## 施設
- 日本年金機構浜松西年金事務所
- 杏林堂ドラッグストア高町店
- セブン-イレブン浜松高町店
- 臨済宗方広寺派 曳馬山正福寺

## 交通

### バス
- 遠鉄バス0蜆塚線：（浜松駅 方面 - ）高町（ - 佐鳴台団地 方面）

### 道路
- 国道257号（姫街道）

## その他

### 警察
警察の管轄は以下の通りである。
| 番・番地等 | 警察署         | 交番・駐在所   |
| ---------- | -------------- | -------------- |
| 全域       | 浜松中央警察署 | 浜松城公園交番 |

### 消防
消防の管轄区域は以下の通りである。
| 番・番地等 | 消防署   | 本署/出張所 |
| ---------- | -------- | ----------- |
| 全域       | 中消防署 | 本署        |

### 書籍
1. ↑  『浜松市史 ニ』浜松市役所、1971年3月31日、232頁。
2. ↑  『浜松市史 三』浜松市役所、1980年3月26日、177頁。
3. ↑  『浜松市史 三』浜松市役所、1980年3月26日、354,356頁。

### WEB
1. ↑  “令和2年国勢調査の調査結果(e-Stat) - 男女別人口，外国人人口及び世帯数－町丁・字等”.   総務省統計局 (2022年2月10日). 2024年6月20日閲覧。
2. ↑  “chuouku_menseki.xlsx”.   浜松市 (2024年3月12日). 2024年6月20日閲覧。
3. ↑  “静岡県 浜松市中央区 高町の郵便番号 - 日本郵便”.   日本郵便. 2025年2月15日閲覧。
4. ↑  “市外局番の一覧” (PDF).   総務省 (2022年3月1日). 2024年6月14日閲覧。
5. ↑  “事業所案内及び管轄地域（事務所3件、分室3件）”.   一般社団法人静岡県自動車会議所. 2024年6月14日閲覧。
6. ↑  “住居表示実施状況／浜松市”.   浜松市 (2024年1月4日). 2024年6月14日閲覧。
7. ↑  “historyofcities.pdf”.   静岡県総務部合併推進室・財団法人静岡県市町村振興協会. 2024年10月17日閲覧。
8. ↑  “浜松城公園前交番｜静岡県警察”.   静岡県警察 (2024年1月1日). 2024年6月14日閲覧。
9. ↑  “消防署の町別管轄「た」／浜松市”.   浜松市 (2024年3月21日). 2024年6月17日閲覧。